# Explosiones de Kaohsiung de 2014

Áreas donde ocurrieron las explosiones.

Las explosiones de Kaohsiung de 2014 (en chino, 2014年高雄氣爆事故; pinyin, 2014 Nián Gāoxióng Qìbào Shìgù) fueron una serie de explosiones de gas ocurridas en los distritos de Cianjhen y Lingya de la ciudad de Kaohsiung, República de China (Taiwán). Las explosiones ocurrieron en la medianoche después de que se reportaran fugas de gas a las 20:46 (hora local) del 31 de julio de 2014. Al menos 30 personas murieron y 309 resultaron heridas.

## Desarrollo
Testigos presenciales informaron de que había olor a gas y humo blanco saliendo de varias bocas de inspección en el distrito Cianjhen, hacia las ocho de la noche del 31 de julio. Las explosiones se produjeron más tarde a las 23:57 en varias calles.
Testigos presenciales dijeron haber visto bolas de fuego volando hacia el cielo y llamas que llegaron a 15 pisos de altura. Las explosiones destrozaron las carreteras, los coches y camiones de bomberos quedaron atrapados y hubo un apagón de la red eléctrica. Al menos una longitud de 1,5 km de carreteras fue dañado. Las explosiones provocaron que los vehículos "vuelen" por el aire. De hecho, algunos vehículos y víctimas fueron encontradas en la parte superior de los edificios de tres o cuatro pisos de altura. Una calle se había dividido a lo largo de su longitud, tragando a los camiones de bomberos y otros vehículos. Por la mañana del 1 de agosto, la mayoría de los incendios habían sido totalmente extinguidos o se habían consumido por sí mismos, pero algunos permanecieron.
Las explosiones cortaron los suministros de gas a 23.600 hogares, la electricidad a 12.000 hogares y el agua a 8.000 hogares.
Los bomberos de las ciudades de Kaohsiung, Chiayi, Pingtung, Tainan y Taitung acudieron al lugar para extinguir los incendios y ayudar a los esfuerzos de rescate. Algunos de los bomberos también rocíaron agua en las carreteras, con la esperanza de reducir la temperatura del suelo. Cuatro bomberos perdieron la vida durante el incidente y por las explosiones también resultaron heridos otros 22 trabajadores de emergencia. El ejército también se desplegó y llegó al sitio dos horas después de la explosión inicial. Los residentes de la ciudad cuyas viviendas fueron afectadas por la explosión, fueron alojados en bases militares.
Las salas de emergencia en los hospitales de todo Kaohsiung estaban llenas de víctimas de esa noche. Muchos de los heridos sufrieron cortes y quemaduras. Debido a la falta de ambulancias, algunos heridos fueron trasladados en camiones.
El 1 de agosto, paramédicos, perros de búsqueda y rescate y helicópteros rastrillaron la zona en busca de sobrevivientes. Un equipo de construcción pesado fue llevado al lugar de la explosión para empezar a retirar los escombros de la calle. Las escuelas y las oficinas no abrieron y se les pidió a los residentes abandonar sus casas para suavizar las operaciones de búsqueda y rescate. Por la tarde, cientos de personas que huyeron de las escenas de explosiones habían regresado a sus casas después luego de haber sido declaradas seguras por el gobierno de la ciudad. Confirmaron que no había más riesgo de explosiones y que todos los incendios se habían apagado.
El 3 de agosto, otros 1.885 soldados fueron desplegados para la operación de búsqueda y rescate en los sitios de las explosiones, con lo que el total de los militares desplegados ascendió 5.567 personas. Hasta ese día, trabajaban en lugar 22 ambulancias, 3 vehículos de detección química, 13 excavadoras, entre otros equipos.

## Investigación

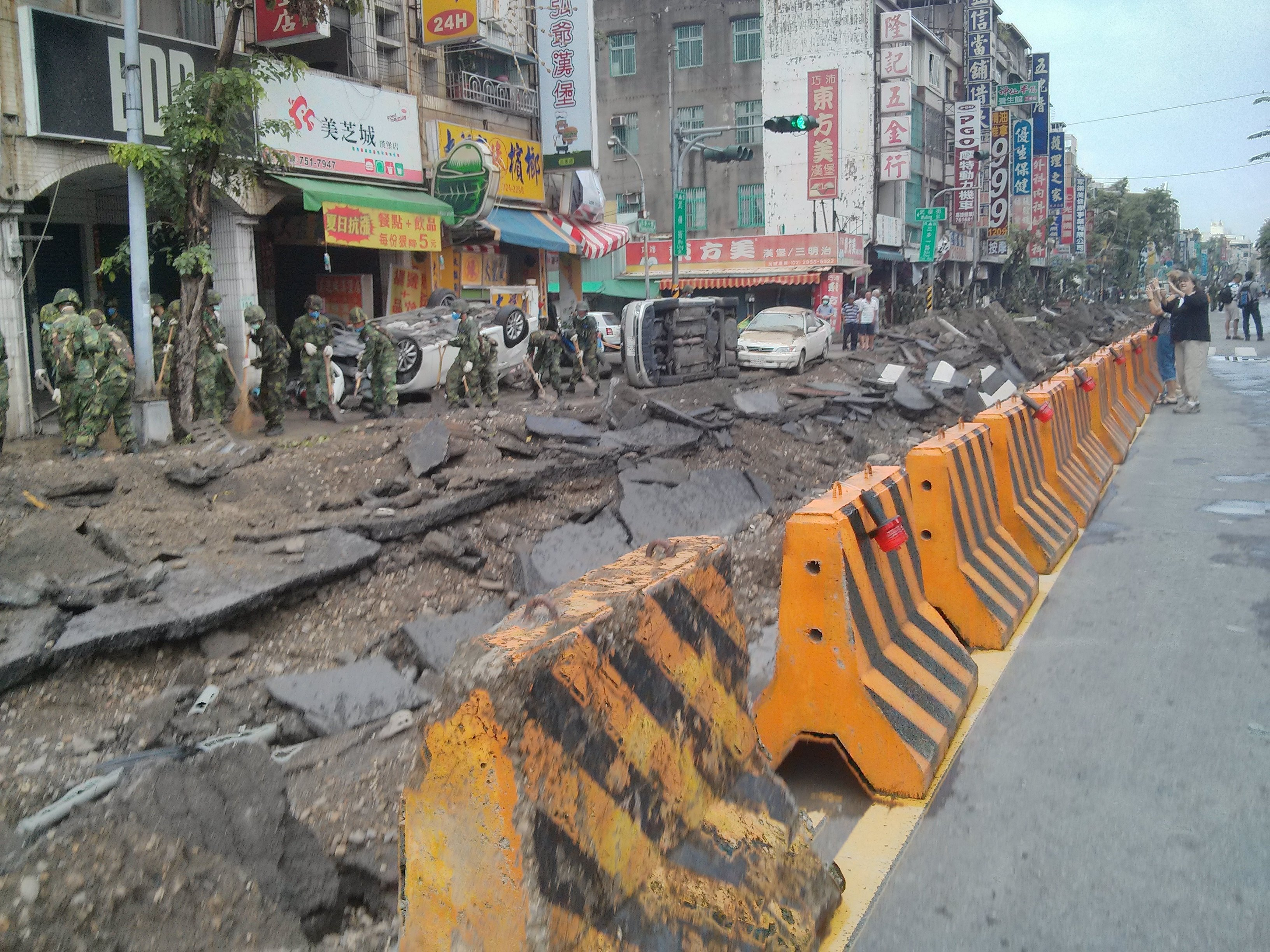
Soldados taiwaneses durante el período de búsqueda y rescate el 1 de agosto.

El gobierno taiwanés sospechó que las explosiones fueron causadas por fugas de propeno, y que las tuberías de gas afectadas fueron utilizados para la entrega de gas a una fábrica.
Las tuberías de gas afectadas pertenecen a la corporación estatal CFC. Dicha empresa dijo que el sistema de tuberías no mostró ningún signo de problemas antes de la explosión. El Gobierno de la ciudad de Kaohsiung informó de que se encontró una tubería de propeno de 4 pulgadas con presión anormal.
La presión en el sistema de tuberías de LCY Chemical utilizado para el transporte de propileno comenzaron a mostrar anormalidad hacia las ocho de la noche del 31 de julio y en una hora se filtraron 3,77 toneladas de propeno. La compañía no cerró el caño hasta 16 minutos antes de que ocurriera la primera explosión de gas. La concentración del propeno en el lugar de la explosión era anormalmente alta, a 13.000 ppm. En una conferencia de prensa el viernes, el presidente de LCY Chemical dijo que la compañía está cooperando plenamente con las autoridades en la investigación y que la empresa se hará cargo de la responsabilidad en el caso de que sea culpable.
El 3 de agosto, LCY Chemical acusó a CPC por el estado de las cañerías. A su vez la compañía estatal acusó a LCY.

## Reacciones
El presidente de la República de China, Ma Ying-jeou, pidió esfuerzos de rescate completos para ayudar a las víctimas de la explosión. Durante su visita a Kaohsiung el 2 de agosto para visitar a los heridos en los hospitales, así como ver el lugar de la explosión, el mandatario se comprometió a investigar a fondo la causa de la incidente y revisar las redes de tuberías subterráneas, haciendo hincapié en un diseño más amplio y una gestión más eficiente.
El primer ministro, Jiang Yi-hua, ordenó que la bandera de la República de China sea izada a media asta durante tres días a partir del 5 de agosto en memoria de las víctimas de la explosión y del accidente del vuelo 222 de TransAsia Airways.
La Comisión de Supervisión Financiera anunció el 1 de agosto que dio instrucciones a las compañías de seguros para ofrecer las reclamaciones a todos los individuos y negocios de las zonas afectadas. También indicaron que los individuos y las empresas podían solicitar asistencia al Ministerio de Asuntos Económicos.

### Reacciones internacionales
Xi Jinping, secretario general del Partido Comunista de China, expresó sus condolencias por las explosiones, según informó un comunicado de la Oficina de Asuntos de Taiwán del Consejo de Estado de la República Popular China. El gobierno también ofreció su ayuda en caso de necesidad. Los gobiernos de Hong Kong y Macao también expresaron sus condolencias y solidaridad.
La Unión Europea, Francia, Japón, Singapur y Reino Unido también expresaron sus condolencias a través de sus representaciones diplomáticas.